# John Wolley

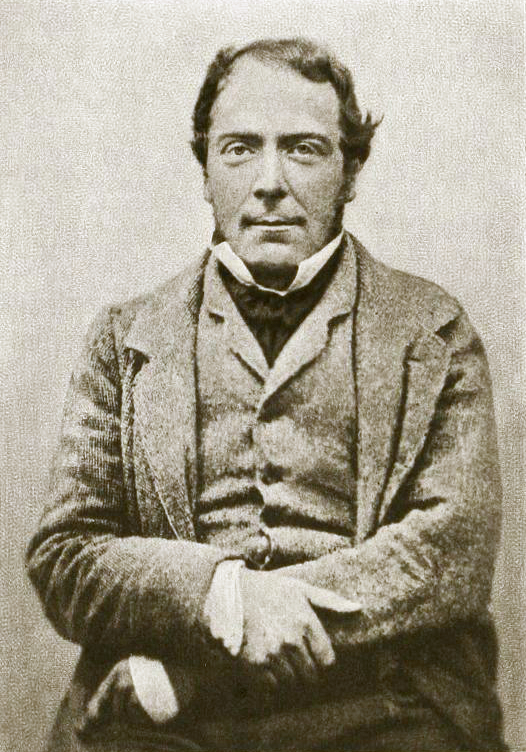

John Wolley (13 de maio de 1823 - 20 de novembro de 1859) foi um naturalista inglês mais conhecido por sua grande coleção de ovos de aves e estudos sobre o dodô e o arau-gigante.
Wolley legou sua coleção e anotações sobre ovos para Alfred Newton que os catalogou na Ootheca wolleyana antes de doar a coleção do Museu Britânico. Wolley também doou uma coleção de cerca de 120 peles de aves da Índia para o museu de Norwich em 1858.
Uma das idéias de Wolley foi conduzir um censo abrangente de todas as aves da Grã-Bretanha, uma trabalho que precedeu a construção de um atlas sobre aves.